# Savoia di Lucania
Savoia di Lucania (fins al 1879 coneguta com a Salvia; lucà: Savòie) és un municipi italià, situat a la regió de Basilicata i a la província de Potenza. Ocupa una superfície de 32,84 quilòmetre quadrat i tenia 1,008 habitants a l'1 gener 2023.

## Demografia
| 1r gener 2017 | 1r gener 2018 | 1r gener 2023 |
| 1.114         | 1.089         | 1.008         |

## Administració
| Dates mandat | Nom de l'alcalde/ssa | Causa finalització |
| ------------ | -------------------- | ------------------ |